# الذكرى المئوية للإبادة الجماعية للأرمن
بدأ الشعب الأرمني الاحتفال بالذكرى المئوية للإبادة الجماعية للأرمن في 24 أبريل 2015. يعتبر 24 أبريل 1915 بداية الإبادة الجماعية للأرمن، والذي يعرف عادةً باسم الأحد الأحمر، الذي شهد ترحيل وإعدام العديد من المثقفين الأرمن.
بدأ الاحتفال بيوم ذكرى الإبادة الجماعية للأرمن لأول مرة في 24 أبريل 1919 في إسطنبول بتركيا، كذكرى لضحايا الإبادة الجماعية.
وقع هذا الحدث في ضوء استمرار إنكار الإبادة الجماعية للأرمن من قبل تركيا.

## التأثير الثقافي

### الأفلام
في يناير 2011، أعلن المركز الوطني الأرميني للسينما أنه يجري محادثات مع المخرج السينمائي الشهير ستيفن سبيلبرغ وكاتب السيناريو الأمريكي الأرمني ستيفن زايليان لإنتاج فيلم روائي طويل حول الإبادة الجماعية للأرمن. صرح مدير مركز السينما جيفورج جيفورجيان بأنه «في الذكرى 100 للإبادة الجماعية، يجب أن يكون لدينا فيلم لنعرضه على العالم. نريد أكثر من أفلام ماريج أو أرارات». وبعد مرور عام في فبراير 2012 رفض المركز الادعاءات بأن سبيلبرغ مُشارك في إنتاج فيلم للذكرى السنوية المائة للإبادة الجماعية. قال فاردان أبوفيان، نائب مدير الأكاديمية الأرمنية الوطنية للأفلام، إنهم «لديهم بالفعل خطط لإخراج فيلم عن الإبادة الجماعية للأرمن، ومع ذلك لا تزال تلك الخطط في مرحلة» الفكرة«ولم يتم تحديد أي شيء بعد؛ فنحن مازلنا نحاول أن نعثر على الميزانية». ذكرت روزانا باجراتونيان المتحدثة باسم المركز أن الفيلم«يمثل عبئًا هائلاً من العمل، وهم يحاولون القيام به في الوقت المناسب؛ فكلنا يفهم ما يعنيه هذا التاريخ [2015] للأمة الأرمنية بأكملها».
في فبراير 2013، تم إطلاق مشروع فيلم جديد للمخرجة الأمريكية الأرمنية سيفادا غريغوريان. تخطط سيفادا لتصوير فيلم جينيكس Genex، وهو مخصص للذكرى المائة للإبادة الجماعية. وكان من المتوقع أن يظهر الفيلم على شاشات السينما في 24 أبريل 2015. وأُفيد أن ناتالي بورتمان وأرماند أسانتي سيشاركان في الفيلم بميزانية متوقعة قدرها 30 مليون دولار. كما ظهر آل باتشينو وليوناردو دي كابريو في الإعلام الدعائي للفيلم.
صرح المخرج السينمائي الأمريكي الأرمني إريك نازاريان في عام 2013 بأن «الوقت قد حان لإخبار الناس بقصص الإبادة الجماعية وإنتاج المزيد من الأفلام الجيدة والمرحة، فالناس في عشية الذكرى المئوية للإبادة الجماعية للأرمن يحتاجون إلى التنفيس».

### الكتب
نشرت المحفوظات الوطنية لأرمينيا كتابًا من ثلاثة مجلدات بعنوان الإبادة الجماعية للأرمن في تركيا العثمانية بما في ذلك شهادات الناجين وشهادات شهود العيان حول الإبادة الجماعية ووثائق الأرشيف والخرائط والصور.

### الحفلات
في عام 2011، بدأت المغنية الأرمنية فلورا مارتروسيان التي تُقيم في لوس أنجلوس سلسلة من الحفلات الموسيقية للاحتفال بمرور 100عام على الإبادة الجماعية. أُقيم أول حفل موسيقي في لوس أنجلوس في 1 نوفمبر 2011، بمشاركة ستيفي وندر، وأرتو تونبشواسيان، وإريك بينيت، وألكسيا فاسيليو.
ومنذ عام 2011، تقدم وزارة الثقافة الأرمنية ومؤسسة تنمية الموارد البشرية بيونيك Pyunik ومعهد متحف الإبادة الجماعية الأرمنية حفل موسيقي في جميع أنحاء العالم مخصصين للذكرى المئوية للإبادة الجماعية.
وفي مارس 2015، قام الملحن جوزيف بوهيجيان بتنظيم حفلات موسيقية للموسيقيين الأرمن الذين يعيشون في فريسنو وجليندال بكاليفورنيا للاحتفال بالذكرى المئوية للإبادة الجماعية للأرمن. تضمنت الحفلات الموسيقية موسيقى بوهيجيان وتيغران منسوريان وإيف البلغاري وتشارلز أميركانيان، وغيرها من عزف فرقة فريسنو ستيت للموسيقى الجديدة.
وفي 22 أبريل 2015، قدمت فرقة أرمينية ألحان إيان كروس لأول مرة في قاعة رويس في جامعة كاليفورنيا. كتب كروس ألحانه مع مختارات من خدمة قداس الكنيسة الأرمنية وقصائد من القديس غريغوري من ناريك، وبوير سيفاك، وسيامانتو ودانيال فاروجان.

### الفن واللوحات
في 22 أبريل 2015، تم عرض أعمال الفنان والفنان الرسام المشهور ماهر خاتشريان في معرض الذكرى امئوية للإبادة الجماعية للأرمن وسط تكريم موسيقي ومسرحي وفني للثقافة الأرمينية في ذكرى إحياء الذكرى المئوية للإبادة الجماعية في المركز النازي للفنون الأدائية في كلية بروفيدنس برود آيلاند.